# Illusion of Gaia
Illusion of Gaia (ook wel Illusion of Time), Japans: ガイア幻想紀, is een actiecomputerrollenspel voor het platform Super Nintendo Entertainment System. Het spel werd op 1 september 1994 uitgebracht in Noord-Amerika. In Japan werd het al op 27 november 1993 uitgegeven. Europa volgde op 27 april 1995 onder de naam Illusion of Time.

## Ontvangst
| Beoordeeld door    | Datum            | Score |
| ------------------ | ---------------- | ----- |
| VicioJuegos.com    | 1 april 2008     | 90%   |
| 1UP!               | 25 oktober 2011  | 89%   |
| Netjak             | 31 oktober 2003  | 85%   |
| RPGFan             | 9 augustus 2000  | 80%   |
| HonestGamers       | 5 oktober 2012   | 80%   |
| Jeuxvideo.com      | 3 juni 2010      | 80%   |
| RPGFan             | 24 augustus 2000 | 78%   |
| Total! (Duitsland) | juli 1995        | 75%   |
| Mega Fun           | februari 1995    | 71%   |
| GameCola.net       | februari 2008    | 52%   |